# Josías (nombre)
Josías  es un nombre propio masculino en su variante en español. Procede del hebreo יאשיהו y significa «al que Dios ayuda».

## Origen
Josías  es el nombre de varios personajes bíblicos del Antiguo Testamento y Nuevo Testamento:
- Josías hijo y sucesor de Amón rey de Judá, rey a la edad temprana de ocho años (2 Reyes 22:1).
- Josías hijo de Sofonías en la época del profeta Zacarías (Zacarías 6:10).

## Variaciones
- Femenino: Josiasa.
- Diminutivo: Josiasito, Josiasillo, Josialito

| Variaciones en otros idiomas | Variaciones en otros idiomas |
| ---------------------------- | ---------------------------- |
| Español                      | Josías                       |
| Alemán                       | Josiah                       |
| Catalán                      | Josies                       |
| Checo                        | Josiah                       |
| Griego                       | Ιωσίας                       |
| Francés                      | Josiah                       |
| Hebreo                       | יאשיהו                       |
| Inglés                       | Josiah                       |
| Italiano                     | Josiah                       |
| Lituano                      | Jozjasza                     |
| Neerlandés                   | Josia                        |
| Polaco                       | Josiah                       |
| Portugués                    | Josias                       |
| Rumano                       | Iosia                        |
| Ruso                         | Джозайя                      |